# Ommatius flavipennis
Ommatius flavipennis là một loài ruồi trong họ Asilidae. Ommatius flavipennis được Scarbrough miêu tả năm 2003. Loài này phân bố ở vùng nhiệt đới châu Phi.